# 隆子镇
隆子镇，是中华人民共和国西藏自治区山南市隆子县下辖的一个乡镇级行政单位。

## 行政区划
隆子镇下辖以下地区：
麦莎村、桑玉村、宗雪村、赤吾列村、叶帕村、且巴村、龙雪村、色吉雪村、塘栋村、新巴村、娘嘎村、芒措村和扎果村。